# Зимовниковская культура
Зимо́вниковская культу́ра — мезолитическая культура, существовавшая в бассейне Дона и степном Подонцовье в конце IX—VII тыс. до н. э.

## Общие сведения
Зимовниковская культура относится к эпохе мезолита. Её следы находят в бассейне Дона и степном Подонцовье. Название получила по месту своего обнаружения, селу Зимовники Свердловского района Луганской области Украины.

## Особенности развития
Зимовниковская культура развивалась в синхронном кластере других соседне-родственных культур, например, Шевченковской, Сабовской, Днепро-Донецкой. Памятники зимовниковской группы расположены и в некоторых других местах. Среди них, прежде всего, Мурзина Балка находящаяся в 5,5 км к северу от Зимовников, возле города Александровска.

## Найденные артефакты
Раскопки группы стоянок зимовниковской культуры позволили обнаружить различный каменный инвентарь, которому свойственны грубые формы. Найдены также остатки округлых, в плане, зимних полуземлянок и хозяйственные ямы. Обнаружены кости тура, оленя, лося, лошади, бобра, птицы, рыбы, а также костяные наконечники стрел, обломки костей с геометрическим орнаментом. Установлено, что основой хозяйства была охота на копытных лесостепи и рыболовство.